# Liste des langues en danger en Afrique
 (février 2025).
Une langue en danger est une langue qui risque de ne plus être utilisée, généralement parce qu’elle compte peu de locuteurs encore en vie. Si elle perd tous ses locuteurs natifs, elle devient une langue éteinte. L'UNESCO définit quatre niveaux de dangerosité des langues, allant de « sûre » (non menacée) à « éteinte » :
- Vulnérable
- En danger certaine de disparition
- En danger sévère de disparition
- En danger critique de disparition

L'Afrique est le deuxième continent le plus grand et le plus peuplé du monde. Avec une superficie d'environ 30,2 millions de kilomètres carrés (11,7 millions de milles carrées) si on inclut les îles adjacentes, elle couvre 6 % de la surface totale de la Terre et 20,4 % de la superficie totale des terres émergées. Avec environ 922 millions de personnes (en 2005)  dans 61 territoires, elle représente environ 16,1 % de la population humaine mondiale. Le continent est entouré par la mer Méditerranée au nord, le canal de Suez et la mer Rouge au nord-est, l'océan Indien au sud-est et l'océan Atlantique à l'ouest. Il y a 64 pays, y compris Madagascar et tous les groupes d'îles africaines.

## Algérie
| Langue     | Statut                            | Commentaire | ISO 639-3 |
| ---------- | --------------------------------- | --- | --------- |
| Judezmo    | En danger sévère de disparition   | Également parlé en : Albanie, Bosnie-Herzégovine, Bulgarie, Croatie, Grèce, Macédoine, Maroc, Roumanie, Turquie, Serbie | lad       |
| Korandje   | En danger sévère de disparition   | | kcy       |
| Shenwa     | Vulnérable                        | | cnu       |
| Tagargrent | En danger sévère de disparition   | | oua       |
| Tamahaq    | Vulnérable                        | | thv       |
| Tamazight  | En danger critique de disparition | (Arzew) | rif       |
| Tamzabit   | Vulnérable                        | Ghardaïa | mzb       |
| Tasnusit   | En danger sévère de disparition   | Amazigh de Aït Snouss, en Tlemcen                                                                                       |           |
| Tayurayt   | Vulnérable                        | |           |
| Taznatit   | En danger sévère de disparition   | | grr       |
| Tidikelt   | En danger critique de disparition | | tia       |
| Tugurt     | En danger sévère de disparition   | | tjo       |
| Zenatiya   | En danger critique de disparition | |           |

## Angola
| Langue        | Statut                            | Commentaire | ISO 639-3 |
| ------------- | --------------------------------- | ----------- | --------- |
| Bolo language | En danger certaine de disparition |             | blv       |